# Catherine Zeta-Jones
Catherine Zeta-Jones, CBE (Swansea (West Glamorgan), 25 september 1969) is een Welshe actrice.

## Loopbaan
Zeta-Jones begon op jonge leeftijd met acteren. Zij won in 2003 een Academy Award voor haar bijrol als Velma Kelly in Chicago. Daarnaast heeft ze meer dan tien andere filmprijzen op haar naam staan, waaronder een BAFTA Award (voor Chicago) en een European Film Award (voor Entrapment).

## Privéleven
Catharina Zeta-Jones trouwde in 2000 met de Amerikaanse acteur Michael Douglas, die tot op de dag precies 25 jaar ouder is dan zij. Enkele maanden voor de bruiloft kreeg ze haar eerste kind, een zoon, in april 2003 gevolgd door een dochter. Ze is gediagnosticeerd met een bipolaire stoornis.